# 해변으로 가요
《해변으로 가요》는 SBS에서 2005년 7월 30일부터 2005년 9월 11일까지 매주 토, 일 밤 22시에 방영되었던 특별기획 드라마이다.
한편, 톡톡 튀는 연기자들과 발랄하고 경쾌한 분위기로 흐름을 주도했으나 '출생의 비밀'이란 상투적이고 불필요한 장치였다는 지적을 받아왔으며 결국 시청률 부진을 면치 못해 14회 만에 조기종영되는 수모를 당했다.

## 등장 인물
- 이완 : 장태풍 역
- 이청아 : 윤소라 역
- 박충재 : 장태현 역
- 강정화 : 민주희 역
- 박재훈 : 김혁 역
- 박준석 : 서영진 역
- 고은채 : 김민정 역
- 김정욱 : 박재현 역
- 백일섭 : 윤 노인 역
- 독고영재 : 장달봉 회장 역
- 양금석 : 주 여사 역
- 김혜옥 : 황 여사 역
- 박영지 : 민 회장 역
- 정진 : 구조대 팀장 역
- 차현정 : 수상구조요원 역
- 윤성훈 : 수상구조요원 역
- 신정선 : 수상구조요원 역
- 홍성혁
- 박선준